# Waltershausen
Waltershausen är en stad i Landkreis Gotha, förbundslandet Thüringen, Tyskland.
Staden, som är belägen på nordöstra sluttningen av Thüringer Wald, grundlades innan år 1357.

## Kända personer
- Johann Matthäus Bechstein, skogsman och ornitolog
- Heinrich Credner, geolog
- Fritz Regel, geograf
- Adolf Heinrich Friedrich Schlichtegroll, filolog
- Margit Schumann, rodelåkare